# Cuenca del río Puelo
La cuenca del río Puelo es el espacio natural de la cuenca hidrográfica del río Puelo, que une la Región de Los Lagos, Provincia de Llanquihue en Chile y la Provincia de Río Negro y Provincia de Chubut en Argentina  Cubre un área total de 8.000 km²,  de los cuales 3.000 km² quedan al oeste de límite internacional y 5.800 km² al este. La cuenca tiene el número 105 en el inventario de cuencas de Chile.
A partir de los años 70 se ha ampliado el concepto de cuenca hasta entender, ya en los primeros años del siglo XXI, una cuenca hidrográfica en lo que respecta a su definición espacial y funcional, como la unidad geopolítica y socioeconómica más apropiada y racional para el desarrollo integrado de los recursos de tierras y aguas asociados a la vegetación y en conjunto con los usuarios de nivel local y regional.: 17 

Cuenca hidrográfica binacional del río Puelo.

## Límites

Distribución de las comunas (en Chile) o departamentos (en Argentina) en y en torno a la cuenca del río Puelo. Las líneas azules delimitan las cuencas o items, las rojas las comunas o departamentos y las superficies azul obscuro son glaciares en el lado chileno.

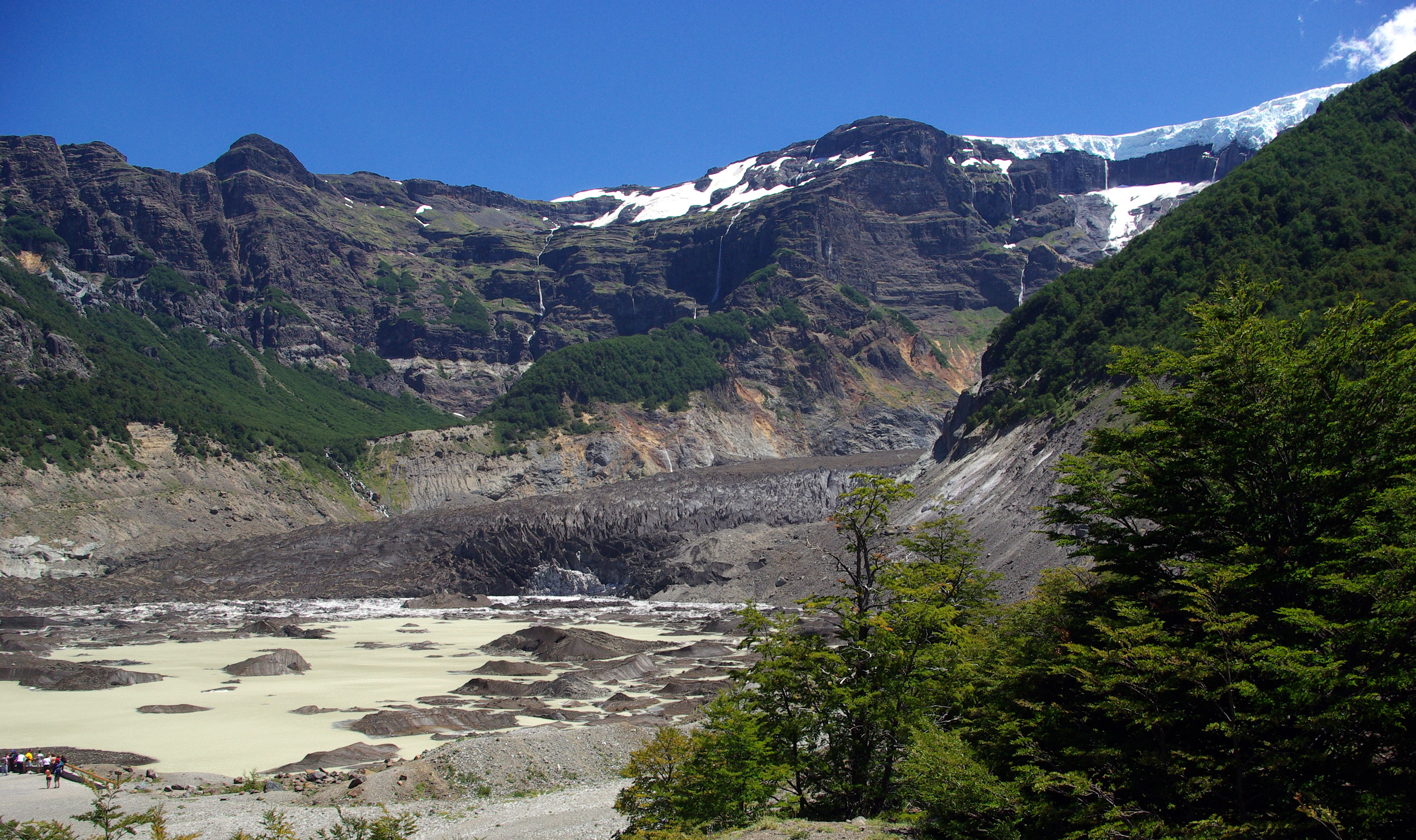
Ventisquero Negro en Argentina.

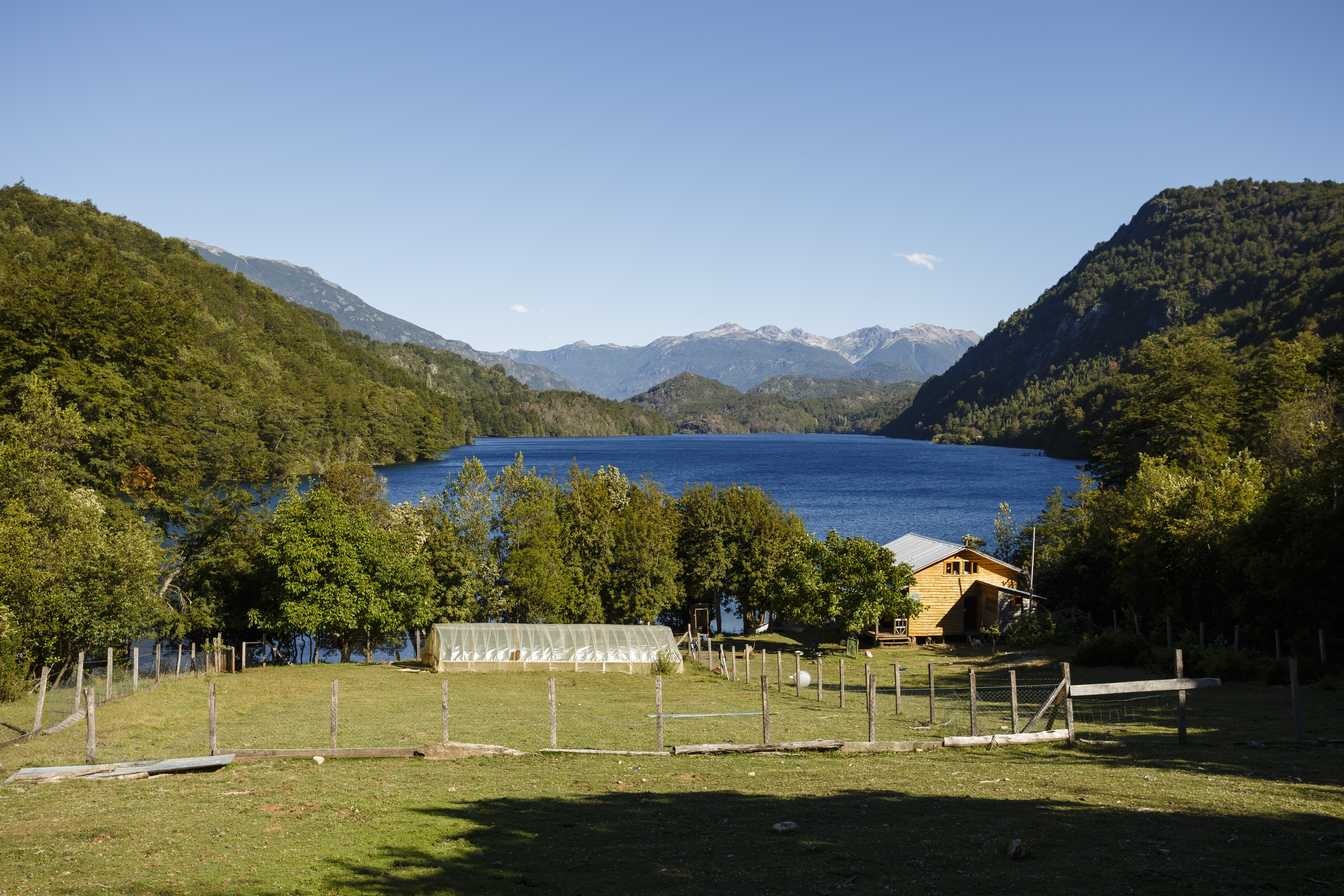
Lago Las Rocas en Cochamó.

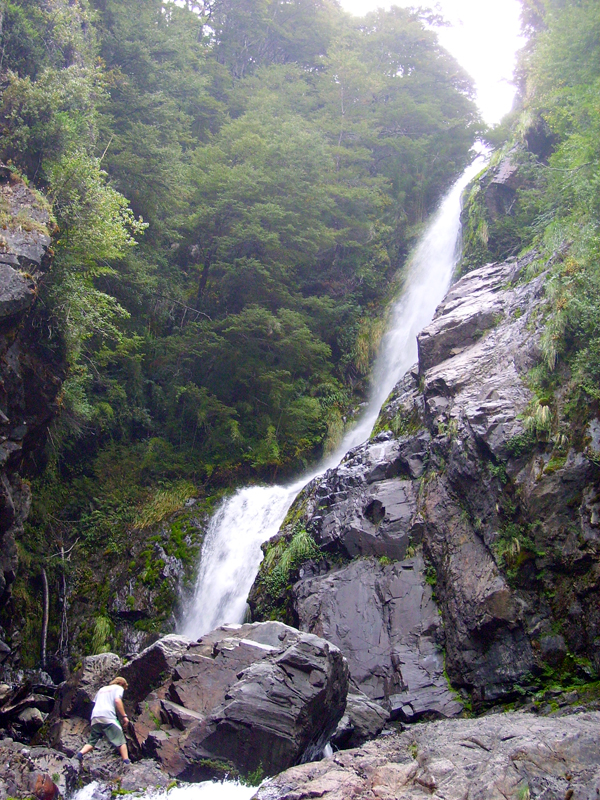
Cascada del Águila del río Manso.

La cuenca desemboca en el fiordo de Reloncaví y limita al noroeste con el ítem 104 llamado cuencas e islas entre Río Bueno y Río Puelo, particularmente con la cuenca del río Cochamó y la del río Blanco. Al este y al sur, ya en territorio de Argentina, la cuenca del Puelo limita con la cuenca del río Chubut.
Sus extremos alcanzan las coordenadas geográficas 41°43'S, 42°24′S, 71°13′W y 72°12'W.: 42 

## Población
Dado que las comunas y provincias no coinciden plenamente con los límites naturales de la cuenca, no es posible determinar exactamente la población de la hoya a partir de los censos poblacionales hechos en las divisiones administrativas.
Un informe de la Universidad de Chile para ese país estima la población comunal en los siguientes valores:: 44 
| Comuna    | Área (km²) | Área en la cuenca | porcentaje | Hombres | Mujeres | Población total | Pob. en la cuenca hombres | Pob. en la cuenca Mujers |
| --------- | ---------- | ----------------- | ---------- | ------- | ------- | --------------- | ------------------------- | ------------------------ |
| Cochamó   | 4022       | 2911              | 72%        | 2380    | 1744    | 4124            | 1714                      | 1256                     |
| Hualaihué | 6882       | 3807              | 45%        | 8319    | 6856    | 15175           | *                         | *                        |

Por el lado chileno el poblado más importante es Río Puelo con una población de menos de mil habitantes, el resto son pequeños caseríos como Llanada Grande y Segundo Corral. Por el lado argentino se encuentra la pequeña ciudad de Lago Puelo, con algo más de mil habitantes. Siguiendo por la cuenca hacia arriba, a 17 km, se encuentra El Bolsón, una pequeña ciudad de menos de cinco mil habitantes.

### Servicios disponibles
Río Puelo: 
- Municipalidad, biblioteca, escuela, retén de Carabineros, servicio atención de salud (sedan), aeródromo, gasolinera, almacenes, ferretería, restaurantes sencillos, hospedajes y cabañas, campamento, cabalgatas, pesca, paseos a caballo, arriendo de bicicletas, kayaks y deportes al aire libre en general.

Llanada Grande: 
- Retén de Carabineros, hospedajes,ferretería básica, aeródromo, restaurantes sencillos, hospedajes y cabañas, campamento, cabalgatas, pesca, paseos a caballo, arriendo de bicicletas, kayaks y deportes al aire libre en general. No cuenta con gasolinera.

## Subdivisiones
La Dirección General de Aguas subdivide o reúne las cuencas de Chile acorde a las necesidades de estudio y gestión. Existen dos inventarios que han logrado ser aceptados como principales, el inventario de cuencas del Banco Nacional de Aguas (BNA) de 1978, de mayor uso, y el inventario de cuencas del Departamento de Administración de Recursos Hídricos (DARH) de 2014 de mejor cartografía que ha obligado a redefinir algunos límites, a veces con cambios mayores, pero también por algunas redefiniciones del concepto de subcuenca.
Bajo el BNA el código del ítem es 105 y con el DARH es 1006.
La subdivisión del BNA es como sigue:
| Sub- cuenca               | Subsub- cuenca | Aguas                                                      | Área drenaje km² | Observaciones       |
| ------------------------- | -------------- | ---------------------------------------------------------- | ---------------- | ------------------- |
| 105 Río Puelo (mapa)      |                |                                                            |                  |                     |
| 1050                      | 10500          | Río Manso entre frontera y Río de Los Morros               | 142              | Viene de Argentina. |
| 1050                      | 10501          | Río de Los Morros                                          | 180              |                     |
| 1050                      | 10502          | Río Manso entre Río de Los Morros y bajo Río Steffen       | 150              |                     |
| 1050                      | 10503          | Río Manso entre Río Steffen y Río Puelo                    | 338              |                     |
| 1051                      | 10510          | Río Puelo entre frontera y Río Ventisquero                 | 227              | Viene de Argentina. |
| 1051                      | 10511          | Río Ventisquero                                            | 534              |                     |
| 1051                      | 10512          | Río Puelo entre Arroyo Ventisquero y bajo Río Negro        | 388              |                     |
| 1051                      | 10513          | Río Traidor                                                | 317              |                     |
| 1051                      | 10514          | Río Puelo entre Río Negro y Río Manso                      | 152              |                     |
| 1052                      | 10520          | Río Puelo Entre Río Manso y Desagüe Laguna Tagua Tagua     | 194              |                     |
| 1052                      | 10521          | Río Apretura                                               | 190              |                     |
| 1052                      | 10522          | Río Puelo Chico                                            | 177              |                     |
| 1052                      | 10523          | Río Puelo Entre Desagüe Laguna Tagua Tagua y Desembocadura | 107              |                     |
| Totales en parte chilena: |                |                                                            |                  |                     |
| 3                         | 13             | Región: X (100%) / Tipo: Exorreica / Desemb.: O. Pacífico  | 3096 km²         |                     |

La disposición de cuencas en el inventario DARH es la siguiente:
| Código     | Nombre             | Código en mapa   | Tipología de cuenca | Vertiente de cuenca | Origen de cuenca | Temperatura media anual (C°) | Temperatura máxima (C°) | Temperatura mínima (C°) | Precipitación anual (mm) | Número de estaciones fluviométricas | Número de estaciones pluviométricas | Área (km²)       |
| ---------- | ------------------ | ---------------- | ------------------- | ------------------- | ---------------- | ---------------------------- | ----------------------- | ----------------------- | ------------------------ | ----------------------------------- | ----------------------------------- | ---------------- |
| 1006       | Cuenca Río Puelo   | Cuenca Río Puelo | Cuenca Río Puelo    | Cuenca Río Puelo    | Cuenca Río Puelo | Cuenca Río Puelo             | Cuenca Río Puelo        | Cuenca Río Puelo        | Cuenca Río Puelo         | Cuenca Río Puelo                    | Cuenca Río Puelo                    | Cuenca Río Puelo |
| 100600     | Río Puelo          | 0                | Exorreica           | Pacífico            | Pluvial          | 7.9                          | 20.2                    | -1.1                    | 1698.8                   | 4                                   | 1                                   | 1077.9           |
| 10060000   | Compartida         | 27               | Exorreica           | Pacífico            | PluvioNival      | 3.3                          | 15.3                    | -5.5                    | 1102.0                   | 0                                   | 0                                   | 3234.7           |
| 100601     | Río Apretura       | 0                | Exorreica           | Pacífico            | Pluvial          | 6.5                          | 18.5                    | -2.2                    | 1928.2                   | 0                                   | 0                                   | 195.7            |
| 10060200   | Río Manso          | 28               | Exorreica           | Pacífico            | Pluvial          | 7.1                          | 19.5                    | -1.9                    | 1711.3                   | 1                                   | 0                                   | 419.7            |
| 1006020000 | Río Frío           | 29               | Exorreica           | Pacífico            | Pluvial          | 6.5                          | 19.1                    | -2.6                    | 1477.0                   | 0                                   | 0                                   | 197.7            |
| 1006020001 | Río de Los Morros  | 30               | Exorreica           | Pacífico            | Pluvial          | 6.5                          | 18.9                    | -2.4                    | 1745.9                   | 0                                   | 0                                   | 163.0            |
| 1006020002 | Compartida         | 31               | Exorreica           | Pacífico            | PluvioNival      | 5.4                          | 18.0                    | -3.5                    | 1464.4                   | 1                                   | 0                                   | 2891.6           |
| 100603     | Río Puelo Chico    | 0                | Exorreica           | Pacífico            | Pluvial          | 7.4                          | 18.9                    | -1.0                    | 2066.9                   | 0                                   | 0                                   | 172.7            |
| 100604     | Río Traidor        | 0                | Exorreica           | Pacífico            | Pluvial          | 6.7                          | 18.6                    | -2.0                    | 1765.4                   | 0                                   | 0                                   | 304.1            |
| 100605     | Arroyo Ventisquero | 0                | Exorreica           | Pacífico            | Pluvial          | 6.0                          | 17.9                    | -2.7                    | 1572.6                   | 0                                   | 0                                   | 533.7            |

## Hidrología

Diagrama unifilar de la cuenca del río Puelo.

### Red hidrográfica
Los cuerpos de agua considerados en esta categoría son:

### Caudales y régimen

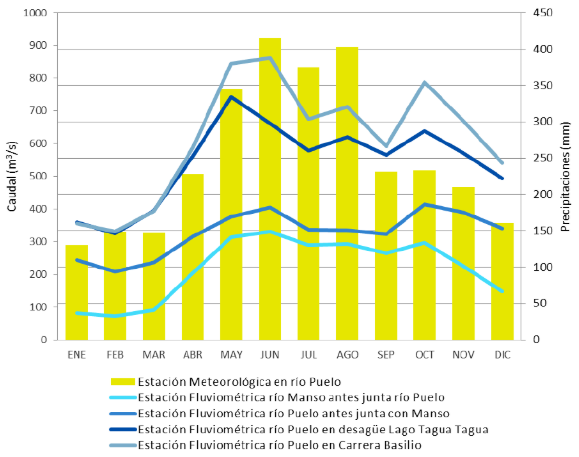
Caudales y precipitaciones en la cuenca del río Puelo.

La cuenca tiene un régimen mixto, pluvial y nival como puede observarse de las curvas de caudales con máximos en invierno (mayo y junio) y primavera (octubre) provocados por las lluvias y los deshielos respectivamente.

### Glaciares
En el sector argentino de la cuenca se encuentran los glaciares Castaño Overa y el Ventisquero Negro.
El inventario público de glaciares de Chile 2022 consigna un total de 538 glaciares en el lado chileno de la cuenca, todos ellos sin nombre y con un área total cubierta de 95,89 km². Se estima el volumen de agua almacenada en los glaciares del lado occidental en 2,35 km³. Una parte importante de estos glaciares se encuentra en la divisoria de aguas con el ítem 106 llamado cuencas costeras entre Río Puelo y Río Yelcho.

## Clima

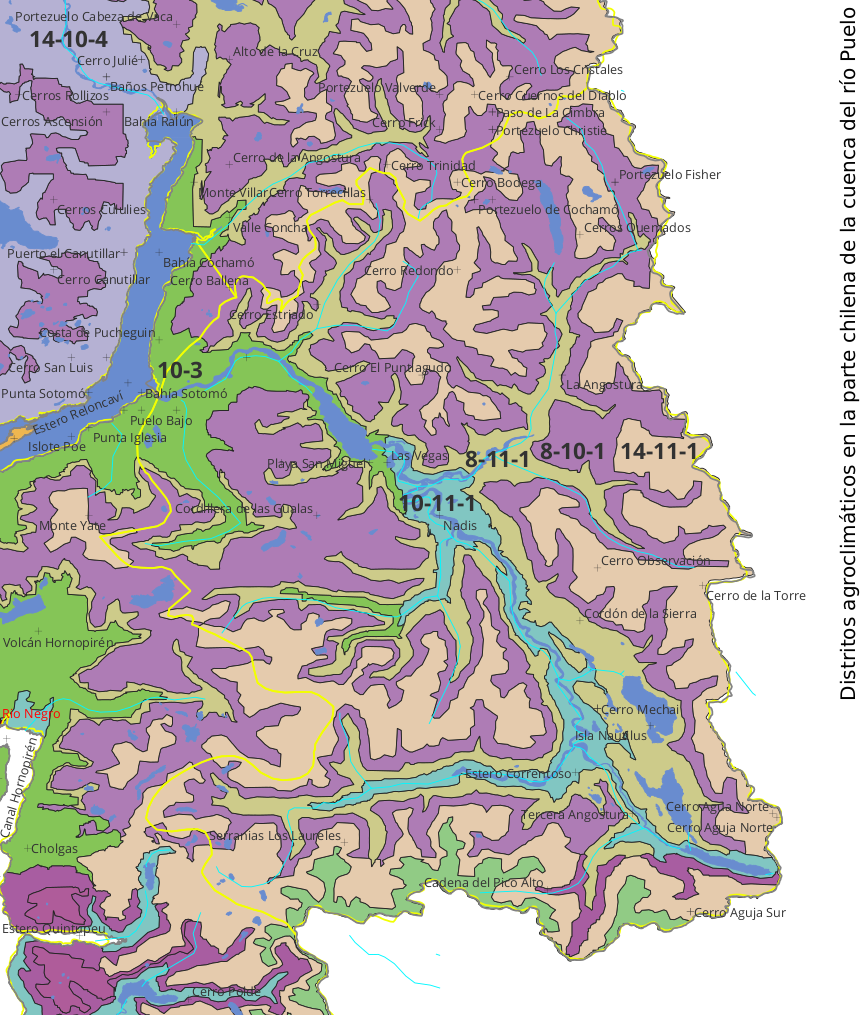
Distritos agroclimáticos en la parte chilena de la cuenca.

El Atlas agroclimático de Chile distingue cinco distritos de clima homogéneo en la parte chilena de la cuenca:
- 10-3 Templado cálido mesotermal con régimen de humedad Per Húmedo (Cfb1pH) con temperaturas entre un máximo de enero de 18,9 °C y un mínimo de julio de 3,8 °C. Tiene un promedio de 180 días consecutivos libres de heladas. En el año se registra un promedio de 22 heladas. El período de temperaturas favorables a la actividad vegetativa dura 5 meses. Registra anualmente 528 días grado y 1.325 horas de frio acumuladas hasta el 31 de Julio. La precipitación media anual es de 2.820 mm y un período seco de 0 meses, con un déficit hídrico de 0 mm/año. El período húmedo dura 12 meses durante los cuales se produce un excedente hídrico de 1.994 mm.
- 10-11-1 Templado cálido mesotermal con régimen de humedad Per Húmedo (Cfb1pH) con temperaturas entre un máximo de enero de 19,3 °C y un mínimo de julio de 1,1 °C. Tiene un promedio de 146 días consecutivos libres de heladas. En el año se registra un promedio de 65 heladas. El período de temperaturas favorables a la actividad vegetativa dura 5 meses. Registra anualmente 505 días grado y 1.752 horas de frio acumuladas hasta el 31 de Julio. La precipitación media anual es de 2.477 mm y un período seco de 0 meses, con un déficit hídrico de 2 mm/año. El período húmedo dura 11 meses durante los cuales se produce un excedente hídrico de 1.645 mm.
- 8-11-1 Clima de Tundra (ET) con temperaturas entre un máximo de enero de 14,3 °C (máx de 19,3 °C y mín de 8,2 °C dentro del distrito) y un mínimo de Julio de -3,2 °C (máx de 0,3 °C y mín de -5,1 °C dentro del distrito). Tiene un promedio de 0 días consecutivos libres de heladas. En el año se registra un promedio de 291 heladas. El período de temperaturas favorables a la actividad vegetativa dura 0 meses. Registra anualmente 130 días grado y 1.800 horas de frío acumuladas hasta el 31 de Julio. La precipitación media anual es de 3.114 mm y un período seco de 0 meses, con un déficit hídrico de 127 mm/año. El período húmedo dura 9 meses durante los cuales se produce un excedente hídrico de 2.251 mm.
- 8-10-1 Templado frío con régimen de humedad hídrico (CfcHi) con temperaturas entre un máximo de enero de 17.7 °C (máx de 22,5 °C y mín de 9,2 °C dentro del distrito) y un mínimo de Julio de 0.4 °C (máx de 2,6 °C y mín de -4,1 °C dentro del distrito). Tiene un promedio de 57 días consecutivos libres de heladas. En el año se registra un promedio de 100 heladas. El período de temperaturas favorables a la actividad vegetativa dura 3 meses. Registra anualmente 360 días grado y 1.827 horas de frío acumuladas hasta el 31 de Julio. La precipitación media anual es de 3.290 mm y un período seco de 0 meses, con un déficit hídrico de 0 mm/año. El período húmedo dura 12 meses durante los cuales se produce un excedente hídrico de 2.352 mm.
- 14-11-1 Tundra (ET) con temperaturas entre un máximo de enero de 13,6 °C y un mínimo de julio de -1,1 °C. Tiene un promedio de 0 días consecutivos libres de heladas. En el año se registra un promedio de 166 heladas. El período de temperaturas favorables a la actividad vegetativa dura 0 meses. Registra anualmente 116 días grado y 1.800 horas de frio acumuladas hasta el 31 de Julio. La precipitación media anual es de 3.488 mm y un período seco de 0 meses, con un déficit hídrico de 0 mm/año. El período húmedo dura 12 meses durante los cuales se produce un excedente hídrico de 2.704 mm.

|  |  |

Los diagramas Walter Lieth muestran con un área azul los periodos en que las precipitaciones sobrepasan la cantidad de agua que el calor del sol evapora en el mismo lapso de tiempo, (un promedio de 10 °C mensuales evaporan 20 mm de agua caída) dejando un clima húmedo. Por el contrario, las zonas amarillas indican que durante ese tiempo el agua caída puede ser evaporada por el calor del sol. El área gris señala meses muy húmedos. En Cochamó caen 1800 mm de precipitaciones anuales y en El Bolsón 1300 mm anuales, aunque en ambos prevalece un clima húmedo Cfb según la clasificación Köppen.

## Economía
En la parte chilena de la cuenca existen 100 km de camino.: 50 

### Generación de electricidad
El único proyecto conocido es el de una central hidroeléctrica de pasada en el río Manso.: 91 

### Pesca deportiva
El río Puelo es un excelente lugar para la pesca deportiva de arrastre: se atrapan salmones chinook y se han capturado ejemplares de hasta 32 kg. Con mosca se pueden obtener truchas arcoíris y fario, llegando algunas a pesar más de 5 kg.

## Áreas bajo protección oficial y conservación de la biodiversidad
Las áreas bajo Protección Oficial pertenecientes al Sistema Nacional de Áreas Silvestres Protegidas por el Estado (SNASPE) que se emplazan en la cuenca corresponden a:: 52 
- Parque Nacional Hornopirén en la comuna de Hualaihué y con una superficie total de 661,95 km².
- Parque Nacional Pumalín, desde 2018.

La superficie total abarcada por estas áreas es de 139 500 hectáreas aproximadamente, equivalentes al 6 % de la superficie total de la cuenca.
En el lado argentino se encuentra el Parque nacional Lago Puelo.